# Premier Division (Bermuda)
La Premier Division (Digicel Premier Division per ragioni di sponsorizzazione) è il campionato di massima serie di calcio di Bermuda. Dal 2009/10 vi partecipano 10 squadre .
Il calcio a Bermuda fu portato dagli inglesi e si diffuse subito velocemente. Il primo incontro di cui resta testimonianza scritta risale al 1906.
Nel 1929 fu formata una Lega per squadre composte da bianchi, nel 1944 ne venne creata una riservata ai neri. Nel 1954 le squadre "nere" parteciparono per la prima volta alla coppa nazionale e nel 1963 venne finalmente inaugurato un campionato aperto a tutte le squadre.
Nessuna squadra di Bermuda ha mai preso parte a una competizione continentale CONCACAF.
Fino al 2007/08 la 7ª e l'8ª classificata retrocedevano al secondo livello dei campionati (First Division). Nel 2008/09 l'ultima classificata ha disputato uno spareggio promozione contro la 3ª classificata della seconda divisione mentre la 1° e la 2° sono state ammesse al massimo campionato in virtù dell'allargamento a 10 squadre previsto per il 2009/10.

## Squadre 2024-2025
- Dandy Town Hornets
- Devonshire Colts
- Devonshire Cougars
- Hamilton Parish
- North Village Rams
- Paget Lions
- PHC Zebras
- St. George's Colts
- Wolves
- YMSC

## Albo d'oro
- 1963/64:  YMSC
- 1964/65:  YMSC
- 1965/66:  YMSC
- 1966/67:  Somerset Trojans
- 1967/68:  Somerset Trojans
- 1968/69:  Somerset Trojans
- 1969/70:  Somerset Trojans
- 1970/71:  PHC Zebras
- 1971/72:  Devonshire Colts
- 1972/73:  Devonshire Colts
- 1973/74:  North Village Rams
- 1974/75:  Hotels International
- 1975/76:  North Village Rams
- 1976/77:  PHC Zebras
- 1977/78:  North Village Rams
- 1978/79:  North Village Rams
- 1979/80:  Hotels International

- 1980/81:  Southampton Rangers
- 1981/82:  Somerset Trojans
- 1982/83:  Somerset Trojans
- 1983/84:  Somerset Trojans
- 1984/85:  PHC Zebras
- 1985/86:  PHC Zebras
- 1986/87:  Somerset Trojans
- 1987/88:  Dandy Town Hornets
- 1988/89:  PHC Zebras
- 1989/90:  PHC Zebras
- 1990/91:  Boulevard Blazers
- 1991/92:  PHC Zebras
- 1992/93:  Somerset Trojans
- 1993/94:  Dandy Town Hornets
- 1994/95:  Boulevard Blazers
- 1995/96:  Vasco da Gama
- 1996/97:  Devonshire Colts

- 1997-98:  Vasco da Gama
- 1998-99:  Vasco da Gama
- 1999-00:  PHC Zebras
- 2000-01:  Dandy Town Hornets
- 2001-02:  North Village Rams
- 2002-03:  North Village Rams
- 2003-04:  Dandy Town Hornets
- 2004-05:  Devonshire Cougars
- 2005-06:  North Village Rams
- 2006-07:  Devonshire Cougars
- 2007-08:  PHC Zebras
- 2008-09:  Devonshire Cougars
- 2009-10:  Dandy Town Hornets
- 2010-11:  North Village Rams
- 2011-12:  Dandy Town Hornets
- 2012-2013:  Devonshire Cougars
- 2013-2014:  Dandy Town Hornets

- 2014-2015:  Somerset Trojans
- 2015-2016:  Dandy Town Hornets
- 2016-2017:  Robin Hood
- 2017-2018:  PHC Zebras
- 2018-2019:  PHC Zebras
- 2019-2020:  North Village Rams
- 2020-2021: Non terminato per la della Pandemia di Covid-19
- 2021-2022:  Dandy Town Hornets
- 2022-2023:  PHC Zebras
- 2023-2024:  PHC Zebras
- 2024-2025:  North Village Rams

## Titoli per squadra
| Club                            | Vittorie | Stagioni                                                                     |
| ------------------------------- | -------- | ---------------------------------------------------------------------------- |
| PHC Zebras                      | 13       | 1971, 1977, 1985, 1986, 1989, 1990, 1992, 2000, 2008, 2018, 2019, 2023, 2024 |
| Somerset Trojans (Cricket Club) | 10       | 1967, 1968, 1969, 1970, 1982, 1983, 1984, 1987, 1993, 2015                   |
| North Village Rams              | 9        | 1974, 1976, 1978, 1979, 2002, 2003, 2006, 2011, 2025                         |
| Dandy Town Hornets              | 8        | 1988, 1994, 2001, 2004, 2010, 2012, 2014, 2016                               |
| Devonshire Cougars              | 4        | 1997, 2005, 2007, 2009, 2013                                                 |
| Devonshire Colts                | 3        | 1972, 1973, 1997                                                             |
| Vasco da Gama                   | 3        | 1996, 1998, 1999                                                             |
| YMSC                            | 3        | 1964, 1965, 1966                                                             |
| Boulevard Blazers               | 2        | 1991, 1995                                                                   |
| Hotels International            | 2        | 1975, 1980                                                                   |
| Southampton Rangers             | 1        | 1981                                                                         |
| Robin Hood                      | 1        | 2017                                                                         |

## Capocannonieri
| Anno    | Capocannoniere   | Squadra             | Gol |
| 2003/04 | Raymond Beach    | Devonshire Cougars  | 20  |
| 2004/05 | Raymond Beach    | Devonshire Cougars  | 17  |
| 2005/06 | Khano Smith      | Dandy Town Hornets  | 7   |
| 2006/07 | Aljame Zuill     | Devonshire Cougars  | 11  |
| 2007/08 | Ralph Bean Jr.   | North Village Rams  | 13  |
| 2008/09 | Kwame Steede     | Devonshire Cougars  | 15  |
| 2009/10 | Raymond Beach    | Dandy Town Hornets  | 16  |
| 2010/11 | Raymond Beach    | Dandy Town Hornets  | 13  |
| 2010/11 | Kwame Steede     | Devonshire Cougars  | 13  |
| 2011/12 | Antwan Russel    | PHC Zebras          | 19  |
| 2012/13 | Dennis Russell   | Southampton Rangers | 16  |
| 2013/14 | Keston Lewis     | Flagan's Onions     | 15  |
| 2014/15 | Keston Lewis     | Flagan's Onions     | 12  |
| 2014/15 | Antwan Russel    | Robin Hood          | 12  |
| 2015/16 | Angelo Simmons   | Dandy Town Hornets  | 15  |
| 2016/17 | Ian Coke         | Boulevard Blazers   | 15  |
| 2016/17 | Angelo Simmons   | Dandy Town Hornets  | 15  |
| 2017/18 | Antwan Russel    | Robin Hood          | 21  |
| 2018/19 | Angelo Simmons   | Dandy Town Hornets  | 16  |
| 2019/20 | Donavan Thompson | X-Roads Warriors    | 15  |